# Natitingou
Natitingou è una città situata nel dipartimento di Atakora nello Stato del Benin con 87 341 abitanti (stima 2006).

## Geografia fisica
Il comune è situato nella parte nord-occidentale del paese, a 645 chilometri da Cotonou e a circa 100 da Porga, ingresso del Parco nazionale del Pendjari. Confina a nord con il comune di Toucountouna, a sud e ad est con Kouandé e ad ovest con Boukoumbé.

## Amministrazione
Il comune è formato dai seguenti nove arrondissement composti da 65 villaggi:
- Kotapounga
- Kouaba
- Koundata
- Natitingou I
- Natitingou II
- Natitingou III
- Natitingou IV
- Perma
- Tchoumi-Tchoumi

### Gemellaggi
- Huy

## Società

### Religione
La maggioranza della popolazione segue religioni locali (59,2%), seguita dal cattolicesimo (17,8%) e dalla religione musulmana (14,5%).

### Evoluzione demografica
La città è stata fondata dal gruppo etnico Waama, ma è popolata da Dita-Mari, Dendi, Nateni, Fulani, Fon, e molti altri gruppi etnici.

## Economia
Sviluppata la coltivazione del cotone e della manioca. Presente l'allevamento mentre è quasi inesistente la pesca. Si trovano nel comune cave di sabbia e ghiaia oltre che a giacimenti di quarzo ed oro.

### Turismo
Le cascate di Tanougou e le cascate di Kota, i grandi castelli di fango del Dita-Mari conosciuti come Tata-Somba si trovano nel raggio di pochi chilometri dalla città.